# Клер Дејнс
Клер Дејнс (енгл. Claire Danes; рођена 12. априла 1979. године у Њујорку) америчка је глумица.
Пажњу публике привукла је средином деведесетих година улогом Анџеле Чејс у тинејџерској серији Мој такозовани живот која јој је донела награду Златни глобус, као и номинацију за Емија у категорији "Најбоља главна женска улога у драмској серији". Упркос добром пријему код критичара, серија је отказана након прве сезоне, а Дејнсова је убрзо након тога наступила у филму Ромео и Јулија из 1997. у режији База Лурмана. Уследиле су улоге у филмовима Јадници (1998), Игбијев пад (2002), Сати (2002), Терминатор 3: Побуна машина (2003), Продавачица (2005) и Звездана прашина (2007).
Почетком 2010-их Дејнсова се поново посветила раду на телевизији – улога у биографском ТВ филму Темпл Грандин донела јој је низ престижних признања, укључујући Златни глобус, Емија и Награду Удружења глумаца за најбољу главну женску улогу у ТВ филму или мини-серији. Од 2011. године глуми Кари Матисон у политичкој серији Домовина, за коју је освојила два Златна глобуса, два Емија и једну Награду Удружења глумаца у категорији "Најбоља главна женска улога у драмској серији". Године 2012. нашла се на листи 100 најутицајнијих људи на свету часописа Тајм, док је 2015. године добила звезду на Холивудској стази славних.

## Филмографија
| Улоге на филму      |                                 |               |                       | |
| Година              | Српски назив                    | Изворни назив | Улога                 | Напомена |
| 1990.               | Снови о љубави                  |               | Идит Ламерс           | кратки филм |
| 1994.               | Мале жене                       |               | Бет Марч              | |
| 1995.               | Исткано срцем                   |               | млада Глејди Џо Клири | |
| 1995.               | Кући за празнике                |               | Кит Ларсон            | |
| 1996.               | Воли ме, не воли ме             |               | Дејзи                 | |
| 1996.               | Ромео и Јулија                  |               | Јулија Капулети       | МТВ филмска награда за најбољу женску улогу номинација - МТВ филмска награда за најбољи филмски дуо (са Леонардом Дикаприом) номинација - МТВ филмска награда за најбољи пољубац (са Леонардом Дикаприом) |
| 1996.               | За Џилијан на њен 37. рођендан  |               | Рејчел Луис           | |
| 1997.               | Принцеза Мононоке               |               | Сан                   | енглеска синхронизација |
| 1997.               | Потпуни заокрет                 |               | Џени                  | |
| 1997.               | Чудотворац                      |               | Кели Рајкер           | |
| 1998.               | Јадници                         |               | Козета                | |
| 1998.               | Пољско венчање                  |               | Хејла                 | |
| 1999.               | Мод одред                       |               | Џули Барнс            | |
| 1999.               | Дворац у решеткама              |               | Алис Марано           | |
| 2002.               | Игбијев пад                     |               | Суку Сеперстин        | |
| 2002.               | Сати                            |               | Џулија Вон            | номинација - Награда Удружења филмских глумаца за најбољу филмску поставу |
| 2003.               | Кад има љубави                  |               | Елена                 | |
| 2003.               | Закаснела страст                |               | девојка на семинару   | |
| 2003.               | Терминатор 3: Побуна машина     |               | Кејт Брустер          | |
| 2004.               | Позоришна лепотица              |               | Марија                | |
| 2005.               | Продавачица                     |               | Мирабел Батерсфилд    | номинација - Награда Сателит за најбољу глумицу у мјузиклу или комедији |
| 2005.               | Породица Стоун                  |               | Џули Мортон           | |
| 2007.               | Предвечерје                     |               | млада Ен              | |
| 2007.               | Звездана прашина                |               | Ивејн                 | |
| 2007.               | Јато                            |               | Алисон                | |
| 2008.               | Ја и Орсон Велс                 |               | Соња Џоунс            | |
| 2013.               | Кул попут мене                  |               | Лејни Дајмонд         | |
| Улоге на телевизији |                                 |               |                       | |
| 1992.               | Ред и закон                     |               | Трејди Брант          | епизода: |
| 1994.               | Животне приче: Породица у кризи |               | Кејти Лајтер          | епизода: |
| 1994–1995           | Мој такозвани живот             |               | Анџела Џејс           | главна улога Златни глобус за најбољу главну глумицу у ТВ драмској серији номинација - Награда Еми за најбољу главну глумицу у драмској серији |
| 1997.               | Уживо суботом увече             |               | домаћица              | епизода: Клер Дејнс/Мараја Кери |
| 2010.               | Темпл Грандин                   |               | Темпл Грандин         | ТВ филм Златни глобус за најбољу глумицу у мини-серији или ТВ филму Награда Еми за најбољу главну глумицу у мини-серији или ТВ филму |
| 2011–2020           | Домовина                        |               | Кари Матисон          | главна улога Златни глобус за најбољу главну глумицу у ТВ драмској серији (2012, 2013) Награда Еми за најбољу главну глумицу у драмској серији (2012, 2013) Награда Удружења глумаца за најбољу глумицу у драмској серији (2013) номинација - Златни глобус за најбољу главну глумицу у ТВ драмској серији (2015) номинација - Награда Еми за најбољу главну глумицу у драмској серији (2015, 2014) номинација - Награда Удружења глумаца за најбољу глумицу у драмској серији (2014, 2015) |
| 2015.               | Мајстор ниједног заната         |               | Нина Стантон          | епизода: |